# متلازمة إدوارد
متلازمة إدوارد أو ادواردز (بالإنجليزية: Edward syndrome) المعروف أيضا باسم الصبغي 18 (T18). هو اضطراب وراثي ناجم عن زيادة في العدد الإجمالي للكروموسومات – هناك47 كروموسوم - تكون الزيادة في المجموعة رقم 18، سواء كانت تلك الزيادة كاملة أو جزئية. وصفت هذه الحالة لأول مرة من قبل الطبيب جون ادوارد عام 1960. عندما قام بنشر بحث عن حالات متشابهة في الأعراض المرضية مثل صغر الحجم المولود عند الولادة، والتخلف الفكري والحركي، صغر الفم والفك السفلي، عيوب صيوان الأذن، عيوب في الكفين والاصابع، عيوب خلقية في القلب، عدم هبوط الخصيتين، وغيرها، وأن السبب في ذلك هو وجود كروموسوم زائد في المجموعة رقم 18 من الكروموسومات.
نسبة حدوث هذه الحالة هي إصابة واحدة لكل 6,000 مولود حي، ونحو 80 في المئة من المصابين هم من الإناث. تحدث الوفاة لمعظم الأجنة قبل الولادة. ولعمر الأم سبب في حدوث هذا الاضطراب. الأطفال المصابون بهذه المتلازمة لديهم نسبة منخفضة جدا في البقاء على قيد الحياة، وهم عرضة للإصابة بتشوهات في القلب، والكلى، وغيرها من اضطرابات الأجهزة الداخلية. الأعراض المرضية تختلف درجتها وحدتها من مصاب لآخر، فقد لوحظ أن الحالات من النوع المتحول translocations أو النوع الفسيفسائي mosaic أقل حدة وأعراض، ولذلك فمن الممكن لهم أن يعيشوا لمدة أطول.
في عام 2009/2008، كان هناك حوالي 495 تشخيص لمتلازمة ادواردز في إنجلترا وويلز، 92٪ منها قدمت قبل الولادة. وكانت هناك 339 حالة إجهاض، 49 الإملاص / الإجهاض / حالة وفاة الجنين، و 72 غير معروفة النتائج، و 35 ولادة حية. لأن ما يقرب من 3٪ من الحالات ظهرت نتائج الأسباب غير معروفة، فإن العدد الإجمالي للولادات الحية هي تشير التقديرات إلى أن 37 (2008/09 بيانات مؤقتة). الأسباب الرئيسية للوفاة تشمل توقف التنفس أثناء وتشوهات القلب. فمن المستحيل التنبؤ دقيق التشخيص أثناء الحمل أو فترة الوليد. نصف الأطفال الذين يعانون من هذه المتلازمة تكون نسبة بقائهم على قيد الحياة إلى ما بعد الأسبوع الأول من الولادة. ومتوسط عمر هو 5-15 أيام. About 8% of infants survive longer than 1 year, حوالي 8٪ من الرضع تكون نسبة البقاء على قيد الحياة لفترة أطول من 1 سنة، وفقط واحد في المئة من الأطفال يعيشون إلى سن سنين 10، عادة في أقل الحالات الشديدة من فسيفساء متلازمة ادواردز. وصفت الأطفال الباقين على قيد الحياة والسعادة وأولياء الأمور تفيد بأنها إثراء حياتهم.

## الأعراض
يمكن للأطفال الذين يعانون من متلازمة إدواردان يصابوا بـ:
تشوهات في الكلى، عيوب القلب الهيكلي عند الولادة (أي عيب الحاجز البطيني، عيب الحاجز الأذيني، القناة الشريانية السالكة) والأمعاء تكون جاحظة خارج الجسم (قيلة سرية)، رتق المريء، التخلف العقلي، تأخر النمو، ونقص النمو، التغذية الصعوبات، صعوبات في التنفس، واعوجاج المفاصل (اضطراب العضلات التي تسبب تقلصات مشتركة متعددة عند الولادة).
بعض التشوهات الجسدية المرتبطة متلازمة إدواردز تشمل رأس صغير (صغر الرأس) يرافقه الجزء الخلفي من الرأس بارز (بروز القفا)؛ تشوه الاذنين وانخفاظهما؛ الفك صغير بشكل غير طبيعي (صغر الفك)؛ الشفة المشقوقة / الحنك المشقوق؛ الأنف مقلوبة؛ الضيقة طيات الجفن (الجفن شقوق)؛ عيون متباعدة على نطاق واسع (فرط العين)؛ تدلى الجفون العليا (إطراق)، والثدي والعظام قصيرة؛ أيدي مثبتة ومتيبسة احيانا؛ المشيمية الخراجات الضفيرة؛ تشوهات في الإبهام أو الأظافر، بعضها يكون غائب، ؛ حنف القدم أو القدمين أسفل الكرسي الهزاز، وفي الذكور، عدم نزول الخصيتين.
مثبت اليد والأصابع تكون متداخلة: تداخل السبابة والاصبع.شذوذ القلب، تشوهات في الجهاز العصبي المركزي مثل تشوهات شكل الرأس. الشذوذ الأكثر شيوعا داخل القحف هو وجود كيسات الضفيرة المشيمية، والتي هي جيوب من السائل على الدماغ. هذه ليست مشكلة في حد ذاتها، ولكن وجودها قد يكون مؤشرا لتثلث الصبغي 18.الزائدة في بعض الأحيان السائل الذي يحيط بالجنين أثناء الحمل مما يسبب في زيادة حجم الرحم الناتج من زيادة كمية السائل الامنوسي.

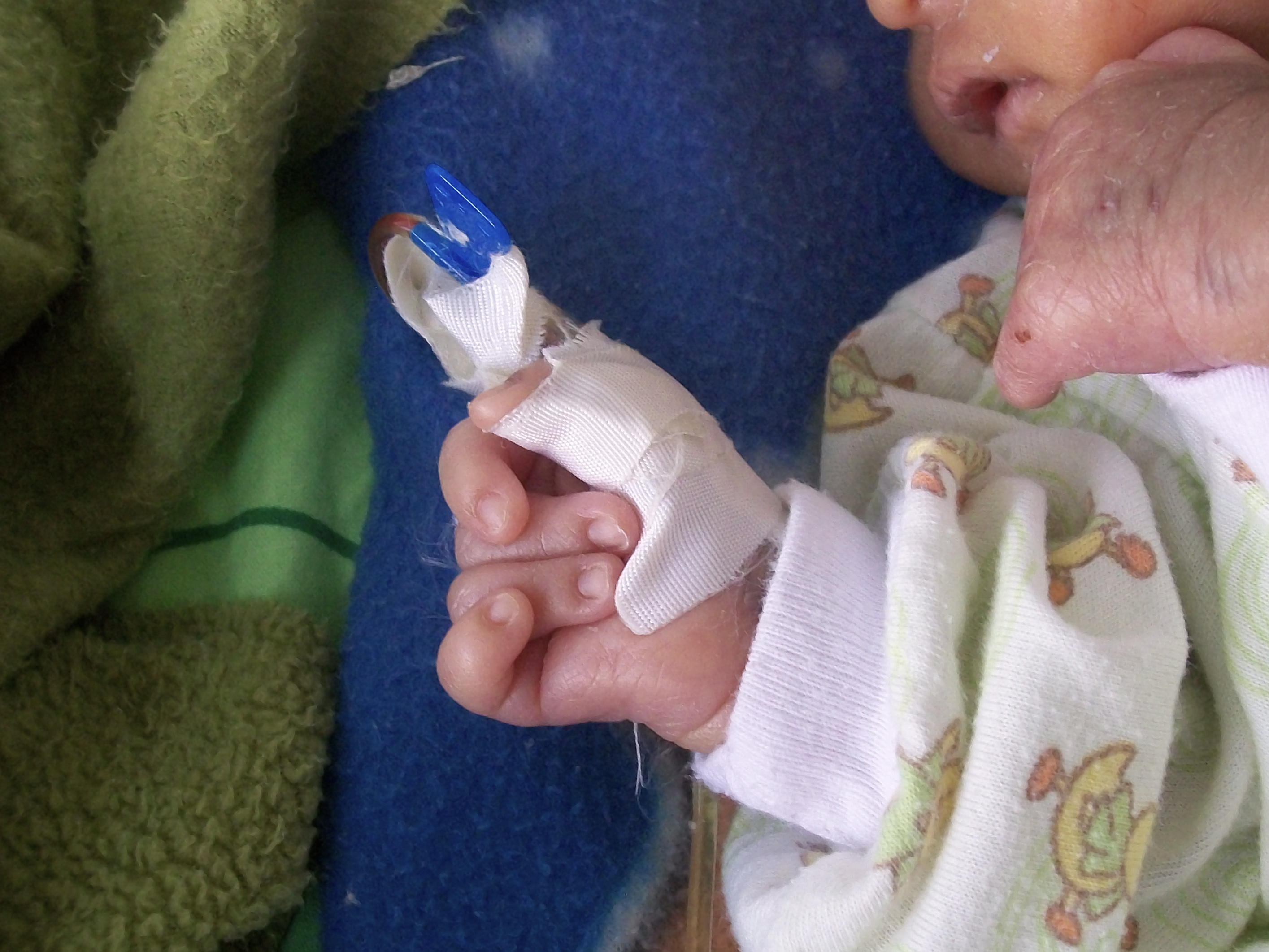
طفل مصاب بمتلازمة ادوارد ويلاحظ تراكب أصابع اليدين بشكل مميز(انطباق السبابة على الإصبع الوسطى و فقها الإبهام: تداخل السبابة مع الاصبع الثالث وتداخل الاصبع الخامس مع الإصبع الرابع..

## العلامات المميزة لمتلازمة إدوارد

### عند الحمل
- زيادة حجم الرحم الناتج من زيادة كمية السائل السلوي
- صغر في الحجم والبنية عند الولادة (الوزن والطول ومحيط الرأس)

### الرأس
- صغر الرأس
- بروز مؤخرة الرأس
- صغر فتحة العينين
- وجود ثنية جلدية للركن الخارجي لجفن العين
- فقد جزء من قزحية العين
- انخفاض مستوى الأذنين عن مستوى العينين مع قله في طوية الأذن الخارجية
- صغر الفم والفك السفلي
- زيادة احتمال أن تحدث الشفة الارنبية والحلق المشقوق
- ثنيات جلدية زّائد في مؤخرة الرقبة.

### اليدين والقدمين
- تراكب أصابع اليدين بشكل مميز (انطباق السبابة على الإصبع الوسطى وفقها الإبهام
- الالتصاقات بين الأصابع
- صغر الأظافر
- صغر إبهام اليد والرجل مع احتمال غيابها
- قصر أو تقوس إبهام القدم إلى الخلف
- غياب الثنية البعيدة في الإصبع الصغيرة (الخنصر) وقد تؤدي إلى انحناء الإصبع إلى الداخل
- تقوس باطن القدمين إلى الخارج
- غياب أحد عظمات الساعد في اليدين في حوالي 10% من المصابين
- قصر عظم القص (العظم الذي يربط بين ضلوع الصدر
- تيبس في المفاصل

### عيوب خلقيّة في القلب
- تحدث في 90% من الحالات
- فتحة بين البطينين
- فتحة بين الأذنين
- فتحه جنينية بين الأبهر والشريان الرئوي

### عيوب خلقية في الجهاز البولي والتناسلي
- عدم نزول الخصيتين
- عيوب في الشكل مثل
- الارتجاع البولي
- الكلى المتكيسة

### عيوب في أجهزة الجسم الأخرى
- ضعف السمع
- عيوب خلقيّة في الرئتين والحجاب الحاجز
- شقوق في الظهر
- فتق أو انفصال عضلات جدار البطن

### المشاكل الصحية المصاحبة
- ضعف النمو وقصر القامة
- صعوبات التغذية والترجيع المعدي إلى المريء
- ضعف وارتخاء عام للجسم وخاصة في مرحلة الطفولة المبكرة
- التخلف العقلي (من النوع الشديد في جميع المصابين تقريباً
- التأخر الحركي
- تشنجات وحالات الصرع
- ضعف في التنفس وقد يكون هناك توقف التنفس المتكرر
- ارتفاع ضغط الدم
- انحناء وتقوس الظهر

## الأسباب
1-السبب الرئيسي في حدوث المتلازمة غير معروف إلى الآن.
2- يلعب عمر الأم دوراً في زيادة حدوث المتلازمة.
3- في 90% من الحالات وجد أن الزيادة من خلايا الأم، والمشكلة تحدث في الانقسام الثاني للخلية meiosis II ضعف الانقسام الأولي meiosis I، وهو عكس ما يحدث في الأنواع الأخرى من التثلث الصبغي.
4- يحدث عدم الانقسام nondisjunction في الذكور نتيجة في مرحلة بعد الالتحام postzygotic mitotic
5-النوع الفسيفسائي mosaic يحدث غالبا نتيجة مرحلة بعد الالتحام postzygotic mitotic
6-وجد أن الجزء المؤثر من الكروموسوم المؤدي للأعراض المرضية هو 18q11-q12.

## التشخيص
يتم تشخيص المرض إكلينيكيا عن طريق الأعراض والعلامات الخارجية للطفل وذلك عن عن طريق إجراء تحليل للكروموسومات وذلك عن طريق زراعة خلايا الدم.وللتشخيص طرق مختلفة لمعرفة الاعراض المصاحبة للمتلازمة مثل:
- -التشخيص بالأشعة الصوتية للقلب لمعرفة وجود عيوب قلبية وايضا للجهاز البولي التناسلي
- -التشخيص بالأشعة الملونة للجهاز الهضمي لمعرفة وجود عيوب خلقية
- -التشخيص بالصور المحورية طبقي محوري أو بالأشعة للعظام لمعرفة وجود عيوب خلقية
- -التشخيص خلال الحمل: عادة لا يتم فحص الحمل التالي في حالات التثلث العادي، ولكن خلال الحمل هناك علامات دالة على وجود المتلازمة مثل: زيادة حجم السائل الأمنوسي – الجنيني وهو ناتج عن ضعف القدرة على المص والبلع، قلة السائل الجنيني وعادة ما يحدث نتيجة هبوط عمل الكلى، صغر حجم المشيمة، ضعف النمو الجنيني، ضعف حركة الجنين، وهو ما قد يستدعي أجراء الفحوصات الأخرى والشك في وجود الحالة. وفي حالات النوع المتحول يحتاج الحمل الجديد إلى متابعة، ولك لأرتفاع أحتمالية تكرار الحالة ويتم أختبار السائل الأمنوسي خلال الأسبوع 14-16 للحمل. أخذ عينة من الخلايا الجنينية خلال 10-13 للحمل

## العلاج
إلى الآن للأسف لا يوجد علاج شافي للمرض ولكن قد تكون هناك علاجات للأعراض ونظراً لحدوث الوفاة مبكرا فان الأطباء لا يقومون بإجراء العمليات الجراحية خاصة المتعلقة بالقلب.قد يتم وضع أنبوب تغذية في المعدة أو إجراء عملية للقلب أو إعطاء أدوية للتشنجات، علما أن هذه الإجراءات العلاجية لا تشفي وانما قد تخفف من الاعراض قليلا.
عائلات الأطفال المصابين تحتاج للدعم النفسي، الدعم الاجتماعي، والدعم المادي احيانا.وللاستشارة الوراثية مهمة لتوضيح الأمر للوالدين عن الأسباب، التكرار، وكيفية التعامل مع الطفل

## وصلات خارجية
- Trisomy 18 Foundation, Inc.
- SOFT USA Support Organization For Trisomy 18, 13, and Related Disorders
- Trisomy 18 Support Program
- Chromosome 18 Clinical Research Center
- SOFT UK Support Organisation for trisomy 13/18 and related disorders
- The Chromosome 18 Registry & Research Society
- Perinatal Hospice Care - Preparing for birth and death" نسخة محفوظة 2 نوفمبر 2007 على موقع واي باك مشين.
- Humpath #5389

www.werathah.com
http://www.chromosome18.org/
o Centre for Genetics Education in Sydney, Australia
http://www.genetics.com.au
o eMedicine.com, Inc
http://www.emedicine.com/
o UNIVERSITY OF MARYLAND MEDICINE
http://www.umm.edu/